# Sicaya (plaats)
Sicaya (Quechua: Sikaya) is een plaats in het departement Cochabamba, Bolivia. Het is de hoofdplaats van de gelijknamige gemeente, gelegen in de Capinota provincie. 
In de gemeente Sicaya spreekt 98,7 procent van de bevolking Quechua.

## Bevolking
| Jaar | Populatie |
| ---- | --------- |
| 1992 | 273       |
| 2001 | 374       |
| 2012 | 857       |